# Habrona
Habrona is een geslacht van vlinders van de familie eenstaartjes (Drepanidae), uit de onderfamilie Thyatirinae.

## Soorten
- H. alboplagata Bethune-Baker, 1908
- H. brunnea Bethune-Baker, 1908
- H. caerulescens Warren, 1915
- H. concinna Warren, 1915
- H. florina (Gaede, 1931)
- H. papuata (Warren, 1915)
- H. submarginalis (Gaede, 1931)
- H. trimacula (Gaede, 1931)